# Maximilian Riedmüller
Maximilian Riedmüller (* 4. Januar 1988 in München) ist ein deutscher Fußballtorwart.

## Karriere
In seiner Jugend spielte Riedmüller für die Münchner Stadtteilvereine FV Hansa Neuhausen und TSV Forstenried. In der Saison 2007/08 hütete er 26-mal das Tor des Bayernligisten SV Heimstetten.

### FC Bayern München
Zur Saison 2008/09 wechselte Riedmüller zur zweiten Mannschaft des FC Bayern München, für die er am 1. März 2009 beim 2:0-Sieg beim FC Carl Zeiss Jena mit Einwechslung für den verletzten Thomas Kraft sein erstes Spiel in einer Profiliga bestritt. Nachdem er in der Saison 2010/11 20 Drittligaspiele absolviert hatte, erhielt er zur Saison 2011/12 einen Profi-Vertrag bei den Bayern. So gehörte er ab 2011 dem Kader der zweiten Mannschaft in der Regionalliga Süd an und stand als dritter Torhüter hinter Manuel Neuer und Tom Starke der Profimannschaft zur Verfügung. Beim 2:2-Unentschieden am 8. August 2011 (1. Spieltag) im Auswärtsspiel gegen den 1. FC Nürnberg II spielte er erstmals in der Regionalliga; er führte das Team als Kapitän auf das Feld und parierte einen von Wilson Kamavuaka geschossenen Foulelfmeter. In der Saison 2012/13 wurde Riedmüller von Lukas Raeder und Leopold Zingerle aus dem Tor der zweiten Mannschaft verdrängt, er absolvierte in dieser Spielzeit nur zwei Partien. In dieser Saison gehörte er trotzdem als Ersatztorhüter dem Kader des Triple-Siegers an, kam allerdings in keinem der drei Wettbewerbe für die erste Mannschaft unter Trainer Jupp Heynckes zum Einsatz.

### Holstein Kiel
Zur Saison 2013/14 wechselte Riedmüller zum Drittligisten Holstein Kiel, bei dem er einen bis zum 30. Juni 2015 gültigen Vertrag unterzeichnete. Sein Debüt gab er am 20. Juli 2013 (1. Spieltag) beim torlosen Remis im Auswärtsspiel gegen den F.C. Hansa Rostock unter Trainer Karsten Neitzel. Zuerst noch Stammtorhüter der Störche, wurde er nach einer Verletzung von Niklas Jakusch verdrängt. Im Januar 2015 wurde ihm mitgeteilt, dass er nicht mehr Teil der ersten Mannschaft ist und seinen Vertrag auflösen soll. Ansonsten werde er ab 1. Februar freigestellt. Im Sommer verließ er den Verein ablösefrei. Nach einem Probetraining beim damaligen Regionalligisten SSV Jahn Regensburg kam es nicht zu einer Vertragsunterschrift. Bei den Operpfälzern war für ihn nur der Status der Nummer 2 vorgesehen. Doch andere Angebote kamen nicht, Riedmüller hielt sich im VDV-Camp für vereinslose Vertragsfußballer fit.

### Rückkehr zum SV Heimstetten
Zum 1. Juli 2016 wechselt er zu seinem ehemaligen Klub SV Heimstetten in die Bayernliga und begann eine Ausbildung als Physiotherapeut.

## Erfolge
- UEFA-Champions-League-Sieger: 2013 (ohne Einsatz)
- Deutscher Meister: 2013 (ohne Einsatz)
- DFB-Pokalsieger: 2013 (ohne Einsatz)
- DFL-Supercupsieger: 2013 (ohne Einsatz)